# Stephanie Pratt
Stephanie Lynn Pratt (11 de abril de 1986) é uma personalidade da televisão americana. Ela é conhecida por fazer parte do reality show The Hills, The Hills: New Beginnings e Made In Chelsea
Stephanie é irmã de Spencer Pratt.
Em 2013, Stephanie, apareceu em 3 episódios da 6ª temporada do reality show britânico "Made In Chelsea", que é uma versão de "The Hills" na Europa. Em 2014, Stephanie voltou para a 7ª e 8ª temporada do reality e segue como fixa desde então.
Em 2014, Stephanie entrou no  UK Celebrity Big Brother.
Em 2015 lançou um livro chamado "Made in Reality: From the Hills of L.A. to London's Made in Chelsea" que é uma autobiografia.

## Ligações Externas
- Instagram Oficial da Stephanie Pratt
- Stephanie Pratt. no IMDb.